# Clytraschema
Clytraschema is een kevergeslacht uit de familie van de boktorren (Cerambycidae). De wetenschappelijke naam van het geslacht werd voor het eerst geldig gepubliceerd in 1857 door Thomson.

## Soorten
Clytraschema is monotypisch en omvat slechts de volgende soort:
- Clytraschema chabrillacii Thomson, 1857